# Arekovité
Arekovité (Arecaceae, alternativní název Palmae) je čeleď jednoděložných rostlin, souhrnně označovaných také jako palmy. Jsou to velmi různorodé dřeviny, nejčastěji mají jednoduchý nevětvený kmen zakončený růžicí rozměrných listů. Listy mohou být dlanité, zpeřené i celistvé. Květy jsou jednopohlavné nebo oboupohlavné, mají zpravidla trojčetné okvětí rozlišené na kalich a korunu, šest tyčinek a semeník ze tří plodolistů. Plodem je nejčastěji jednosemenná peckovice.
Palmy jsou velkou skupinou rostlin, zahrnující téměř 2800 druhů ve 189 rodech. Jsou rozšířeny v tropech a subtropech celého světa. V jižní Evropě jsou domácí dva druhy, žumara nízká a datlovník Theofrastův, pěstuje se zde však řada jiných cizokrajných druhů.

## Popis

### Růstové formy a stonek
Palmy jsou z hlediska růstových forem a morfologie velmi různorodé. Nejcharakterističtější růstovou formou palem je přímý nevětvený kmen zakončený vrcholovou růžicí listů. Tato podoba má různé modifikace. Všechny palmy jsou dřeviny.
Kmeny mohou být tenké nebo tlusté, jednotlivé nebo ve shlucích (např. Cyrtostachys renda). Většinou jsou nevětvené, některé druhy však mají kmeny vidličnatě větvené (např. rod Hyphaene). Některé palmy mají kmen silně zkrácený nebo i podzemní. Rotan (Calamus), Desmoncus a některé další rody jsou dřevnaté liány šplhající prostřednictvím ostnitých šlahounů.
V kmenech palem není přítomno kambium a tudíž chybí druhotné tloustnutí, obvyklé u jehličnanů i dvouděložných rostlin. Přesto jsou některé druhy schopny primárního tloustnutí kmenů. Patří mezi ně např. Colpothrinax wrightii a Hyophorbe lagenicaulis s lahvovitě ztlustlými kmeny nebo Gastrococos crispa se ztlustlou horní částí kmene.
Na kmenech některých druhů zůstávají zřetelné listové jizvy, jiné druhy mají kmeny hladké. Druhy rostoucí na periodicky zaplavovaných stanovištích mohou mít chůdovité kořeny (Socratea, Iriartea, Verschaffeltia splendida aj.).
Rotan a četné další druhy (baktris, Acrocomia, Deckenia nobilis, Aiphanes, Zombia antillarum aj.) mají kmeny pokryté ostny. U některých druhů bývá kmen obalen tlustou vrstvou uschlých vytrvalých listů (např. washingtonie vláknitá, Copernicia macroglossa, Leopoldinia piassaba).

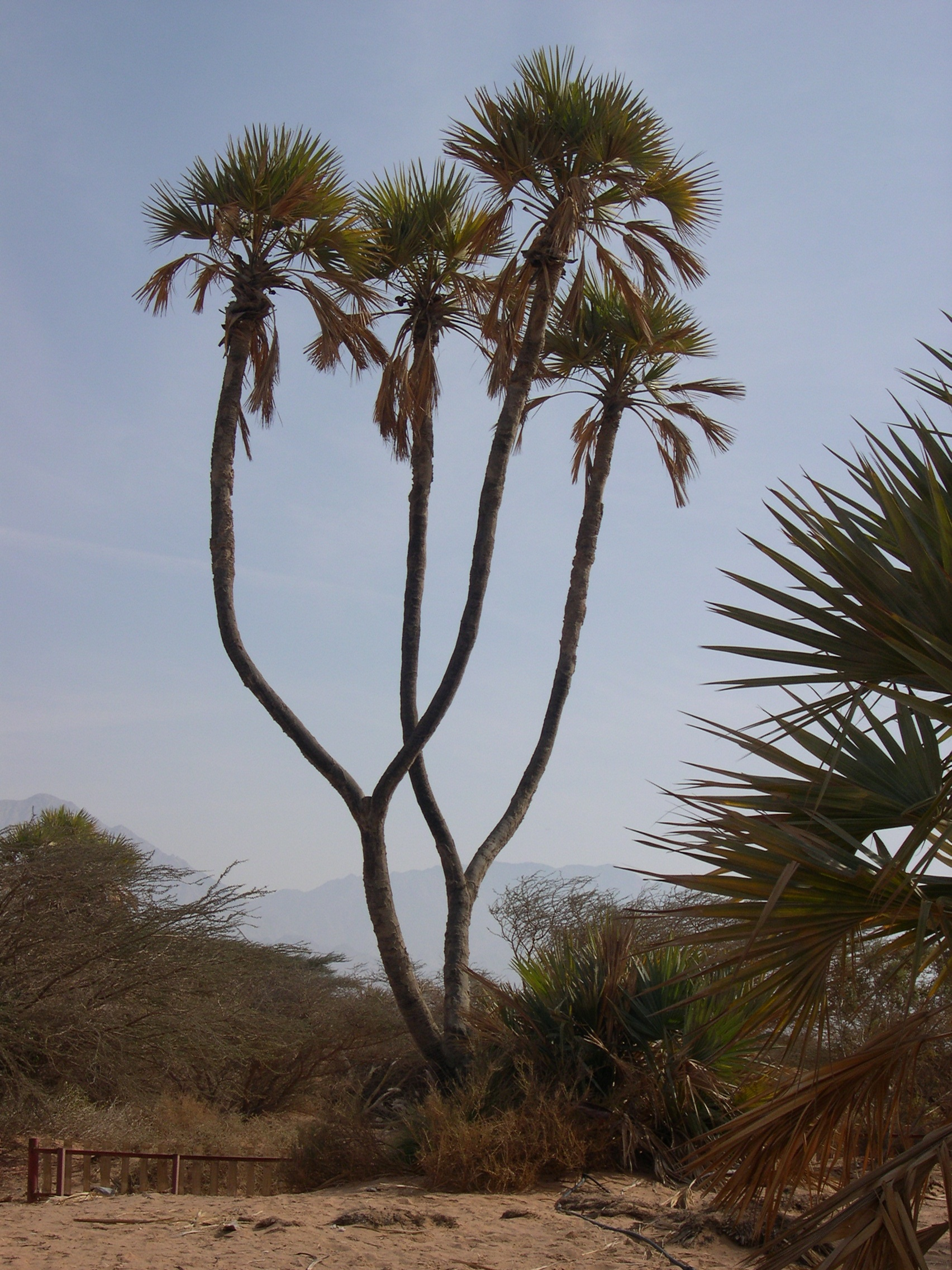
Větvený kmen dumy thébské (Hyphaene thebaica)
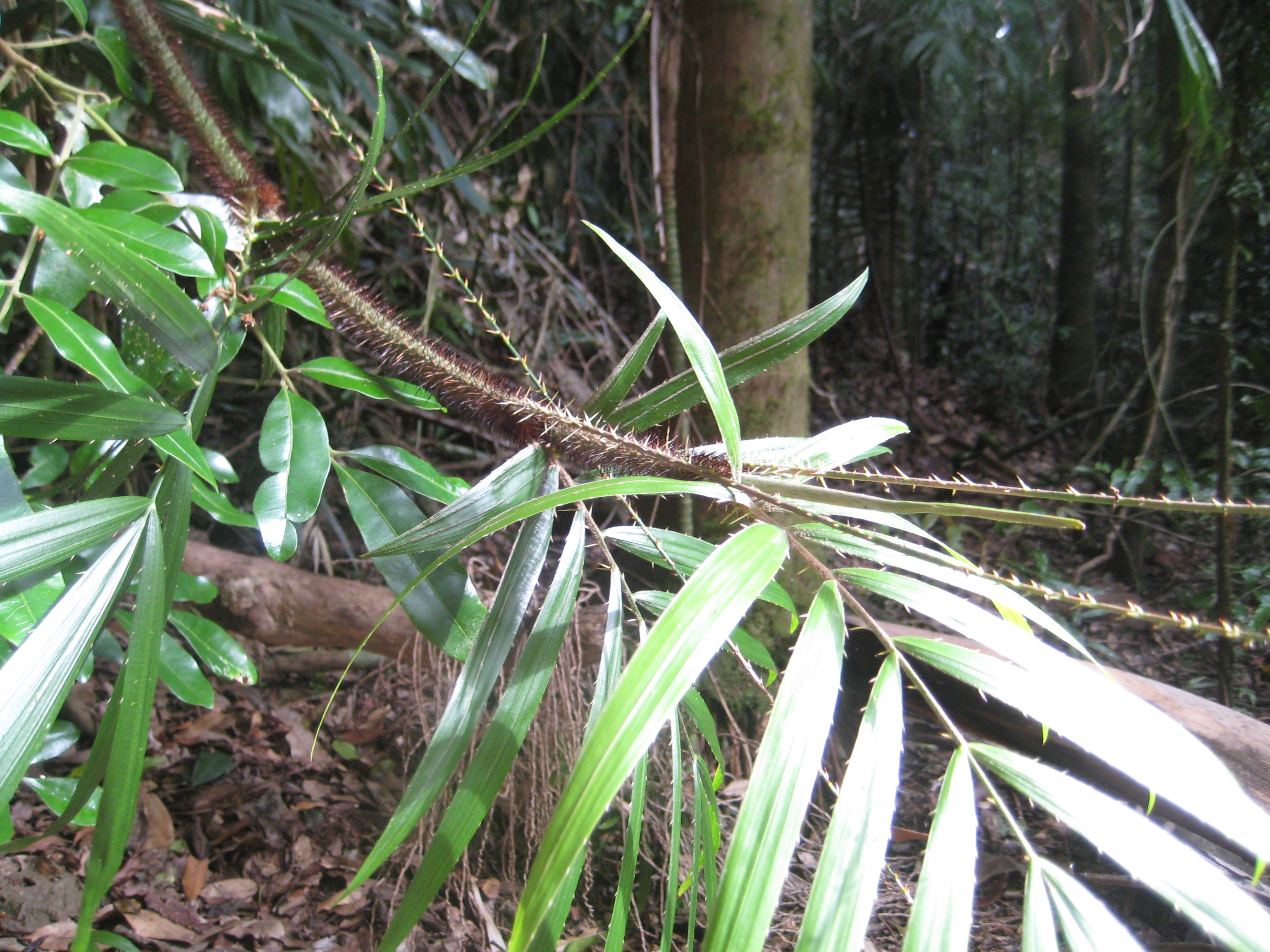
Rotan Calamus muelleri
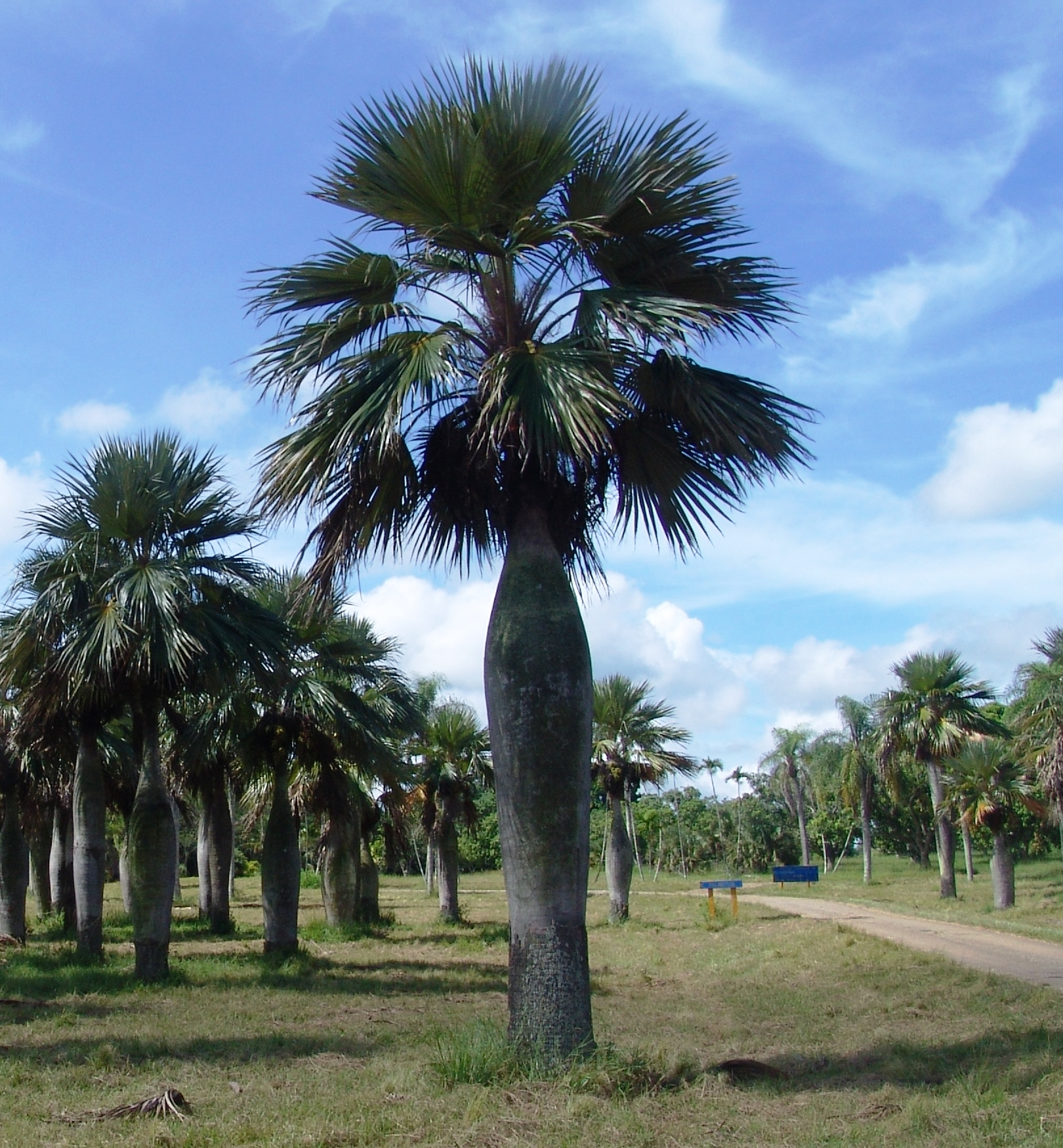
Lahvovitě ztlustlé kmeny Colpothrinax wrightii
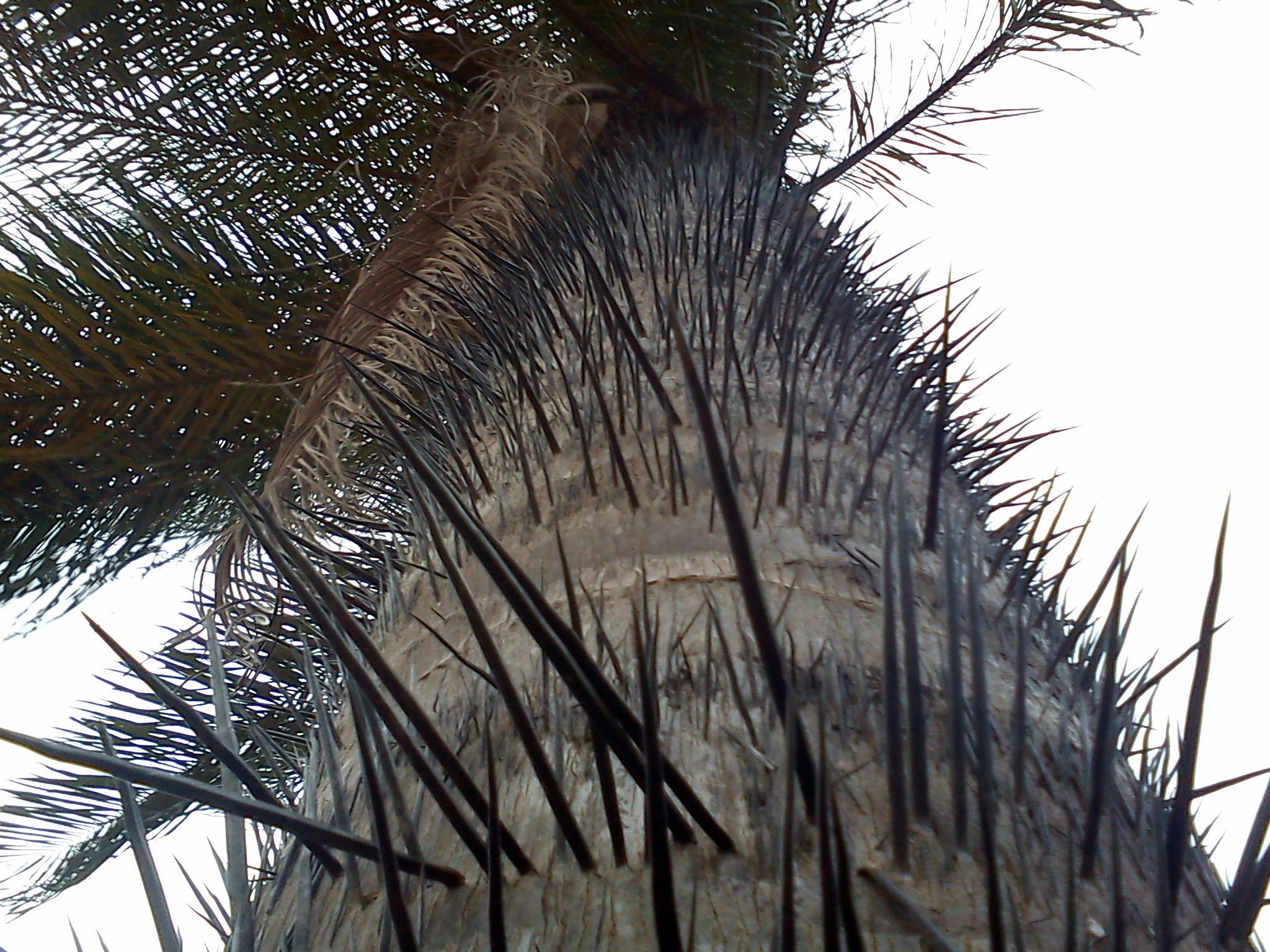
Ostnitý kmen Acrocomia aculeata

### Listy
Listy palem jsou střídavé, uspořádané ve spirále nebo výjimečně dvouřadé či trojřadé. Na bázi řapíku je listová pochva, která je zpočátku na bázi vždy trubicovitá a později se často rozděluje na segmenty. U některých druhů jsou pochvy ostnité. Řapík je na průřezu okrouhlý nebo je na horní straně různými způsoby žlábkatý či žebernatý, na okraji může být ostnitý. Čepele listů jsou velmi rozmanité. Nejčastěji jsou dlanité či jednoduše zpeřené, mohou však být i celistvé se zpeřenou žilnatinou, dvoudílné, dlanitozpeřené (segmenty vyrůstají z krátkého středního žebra) nebo dvakrát zpeřené (Caryota). Jednotlivé listové segmenty mohou být čárkovité, kopinaté, kosočtverečné nebo klínovité. Na průřezu mají buď tvar písmene V (induplikátní) nebo Λ (reduplikátní). Tento znak je důležitý v taxonomii. U šplhavých druhů je střední žebro listu často protažené v dlouhý bičovitý výběžek (cirrus). U některých vějířovitých palem (např. kopernicie, livistona) je na lícové straně listu v místě nasedání čepele na řapík vyvinut zvláštní výrůstek, známý jako hastula.

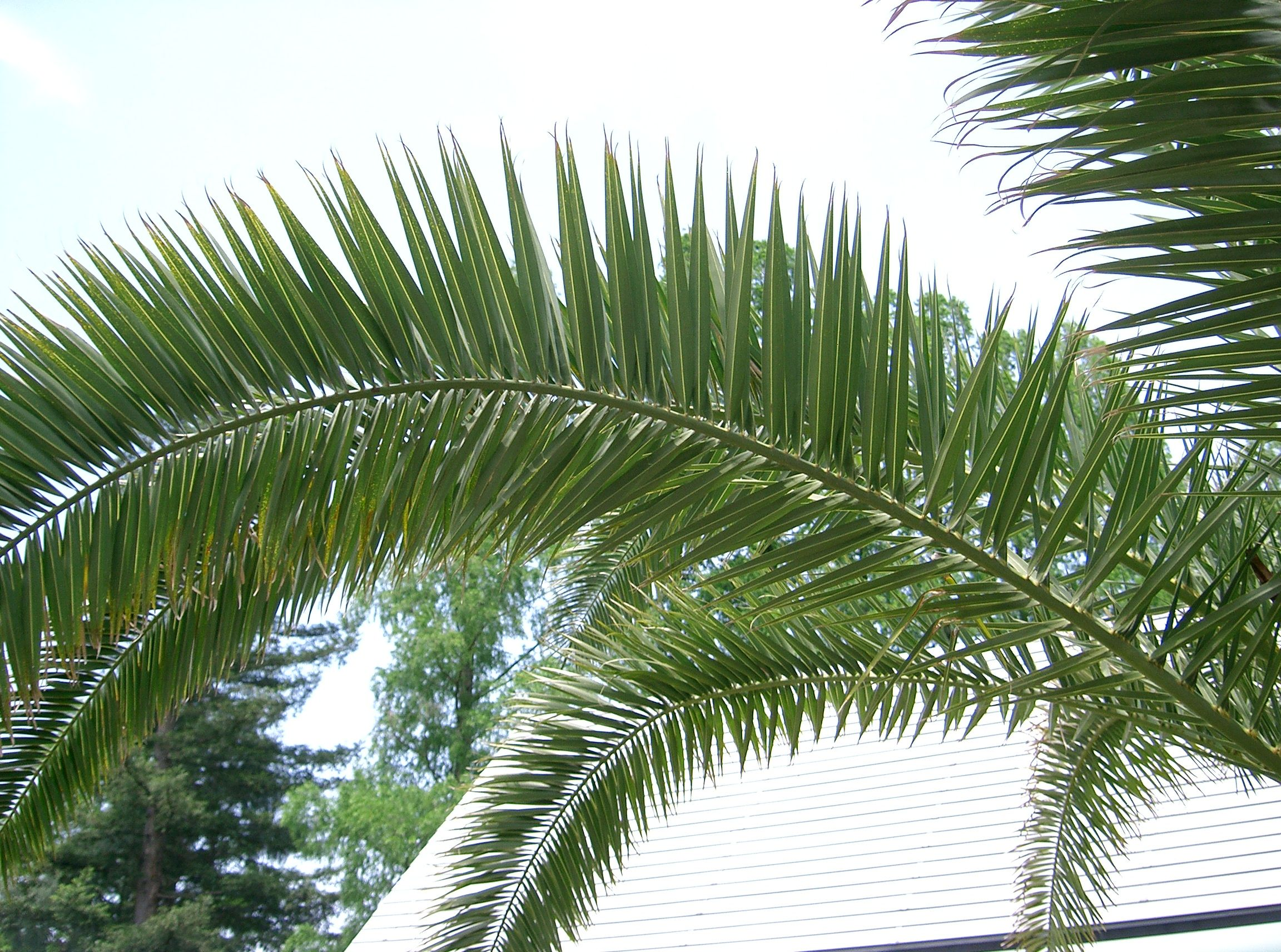
Zpeřený list datlovníku Phoenix sp.
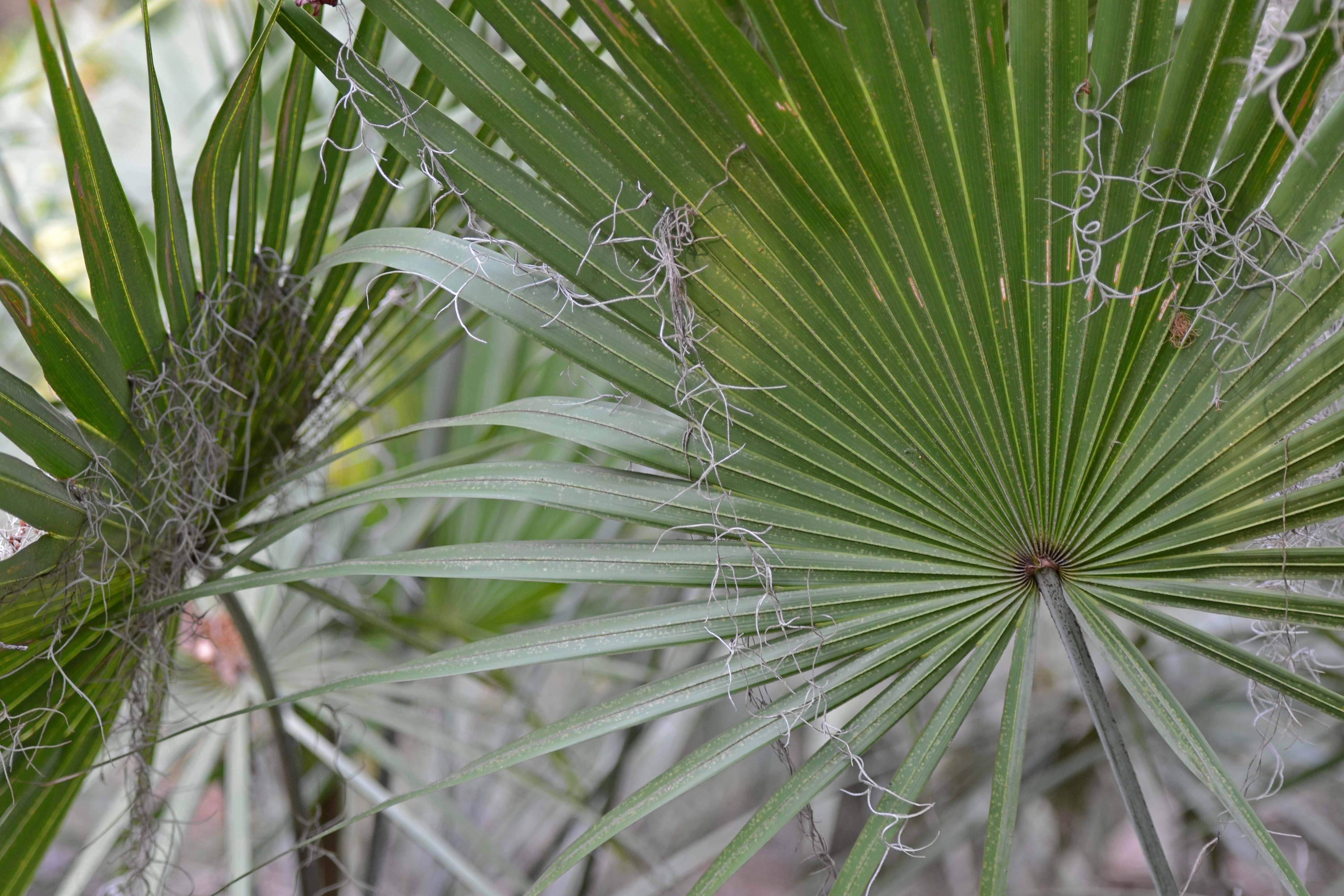
Dlanité listy Serenoa repens
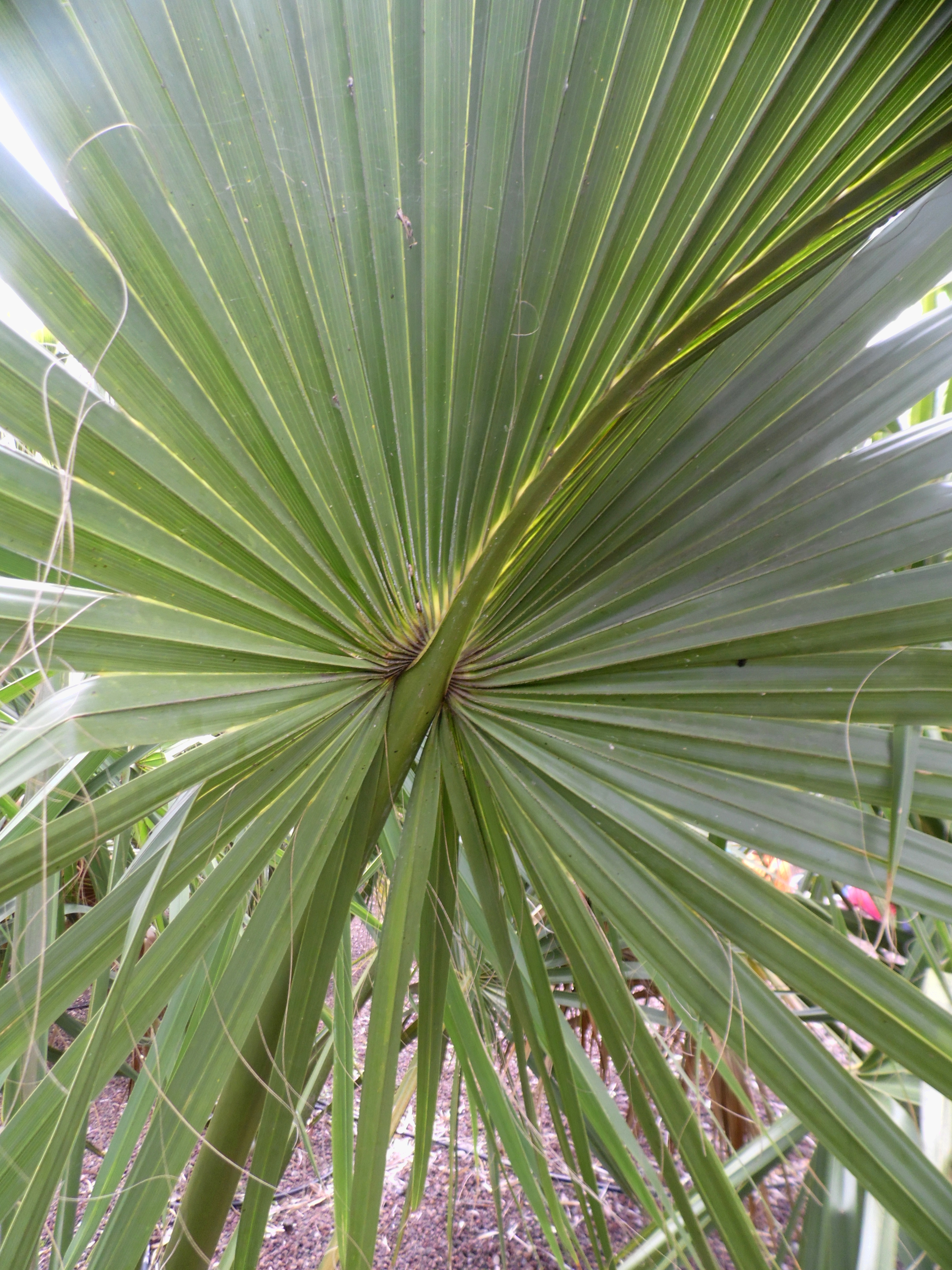
Dlanitozpeřený list Sabal yapa
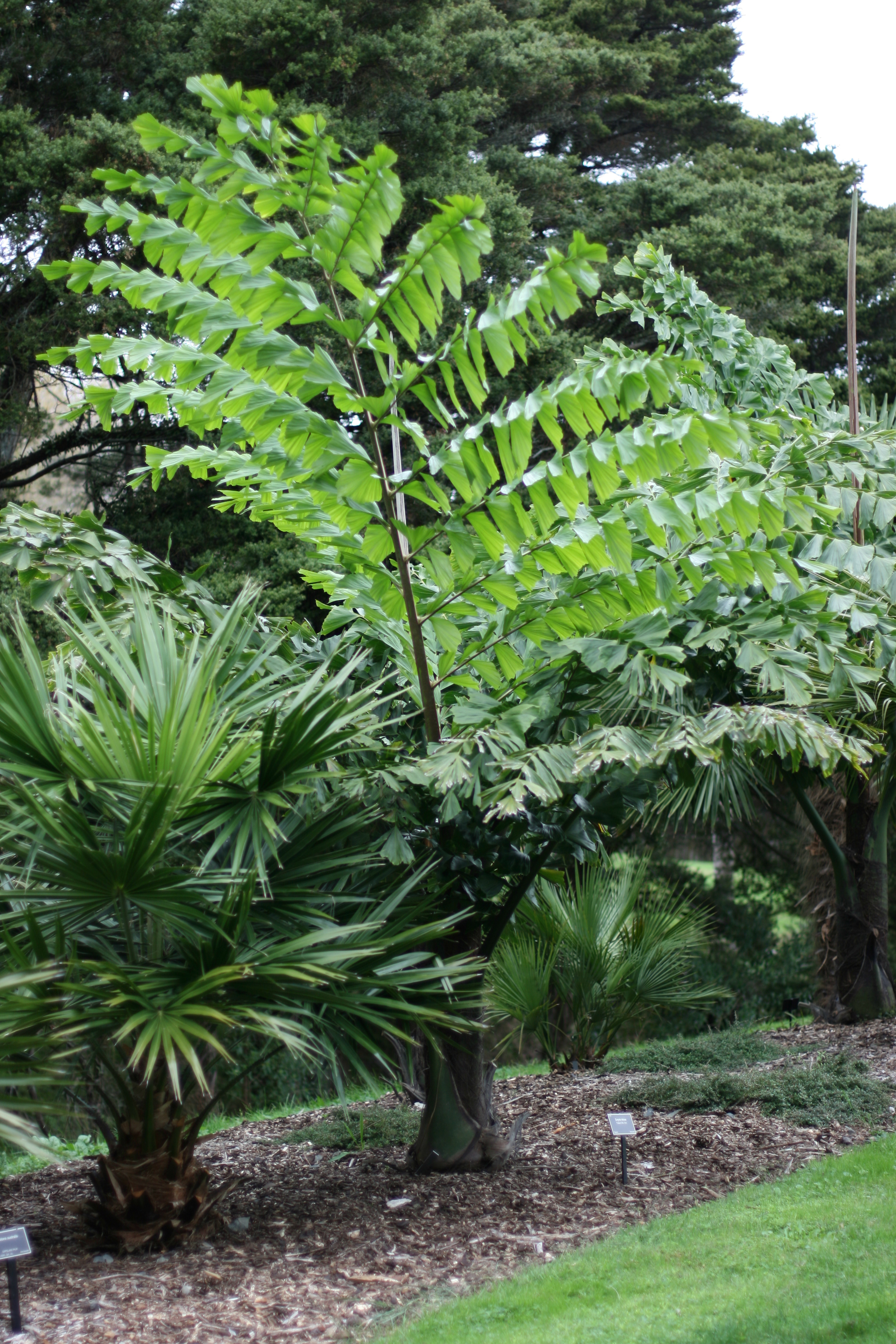
Dvakrát zpeřený list palichy Caryota obtusa
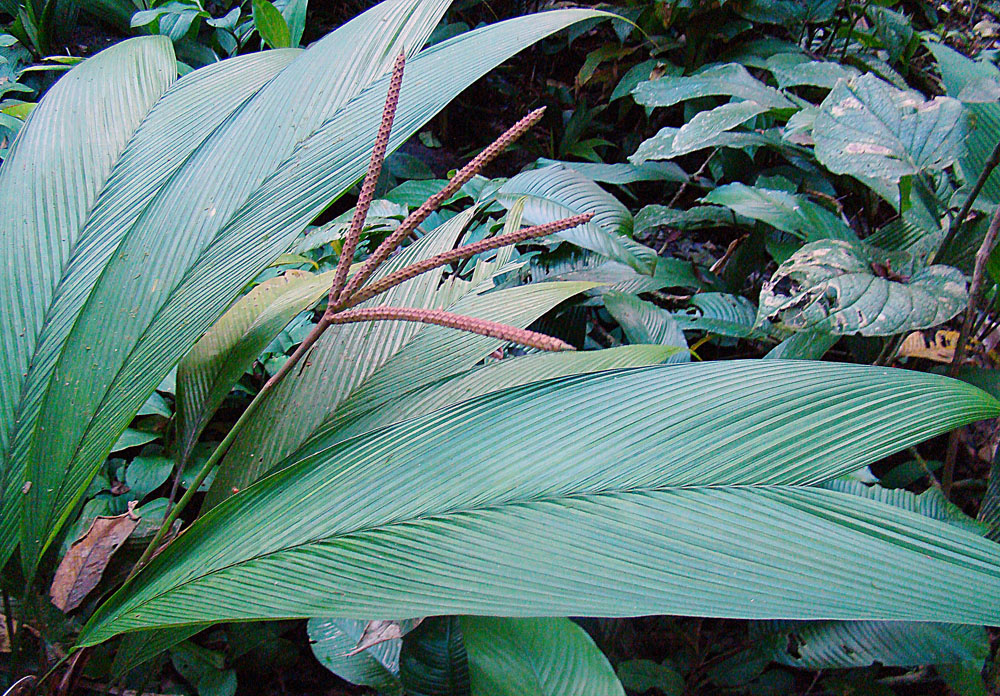
Dvoudílné listy Asterogyne martiana

### Květy a květenství
Palmy jsou jednodomé nebo dvoudomé rostliny. Většina druhů kvete za život opakovaně, některé palmy však vykvétají pouze jednou a poté odumírají. Patří mezi ně např. Corypha umbraculifera nebo Metroxylon salomonense. Květenství jsou postranní, jednoduchá a klasovitá nebo složená a až šestinásobně větvená, dlouze nebo krátce stopkatá, s drobnými nebo nápadnými listeny, někdy tvořícími toulec. Zpravidla rozkvétají odshora dolů. Květy jsou jednopohlavné nebo oboupohlavné, stopkaté nebo přisedlé, v květenství vyrůstající po jednom nebo po několika. Okvětí je nejčastěji zřetelně rozlišené na kalich a korunu a trojčetné, řidčeji dvoučetné nebo vícečetné, výjimečně pouze v jednom kruhu s neustáleným počtem laloků. Lístky okvětí jsou obvykle na bázi srostlé a v poupěti se střechovitě překrývají. Tyčinek je nejčastěji 6, řidčeji pouze 3 nebo naopak velký počet (až 1000). Nitky tyčinek jsou volné nebo různými způsoby srostlé či přirostlé k okvětí. Většinou jsou přítomny i patyčinky. Gyneceum je apokarpní nebo synkarpní, složené nejčastěji ze 3, řidčeji z jiného počtu (až 10) plodolistů, výjimečně pouze jednokomůrkové (pseudomonomerní). V každé komůrce je jediné vajíčko. Čnělky jsou volné nebo srostlé.

### Plody
Plody palem mohou být drobné i velmi rozměrné. Zpravidla obsahují jediné semeno, řidčeji je semen více (až 10). Oplodí je na povrchu hladké, chlupaté (Rhapidophyllum, Wettinia), trnité (baktris, Astrocaryum), korkovité (Nypa), bradavčité (Itaya, Johannesteijsmannia, Manicaria, Pelagodoxa aj.) nebo pokryté střechovitými šupinami (salaka aj. Calamoideae). Mezokarp je dužnatý, suchý nebo vláknitý. Endokarp je tenký až tlustý (plodem je peckovice) nebo řidčeji není vyvinut (pak je plodem bobule). Semena jsou volná nebo spojená s oplodím, obklopená tenkou nebo v některých případech dužnatou sarkotestou. Endosperm obsahuje tuky, hemicelulózy a aleuron a není v něm přítomen škrob. Má jednolitou nebo ruminátní strukturu a někdy je prorostlý sarkotestou.

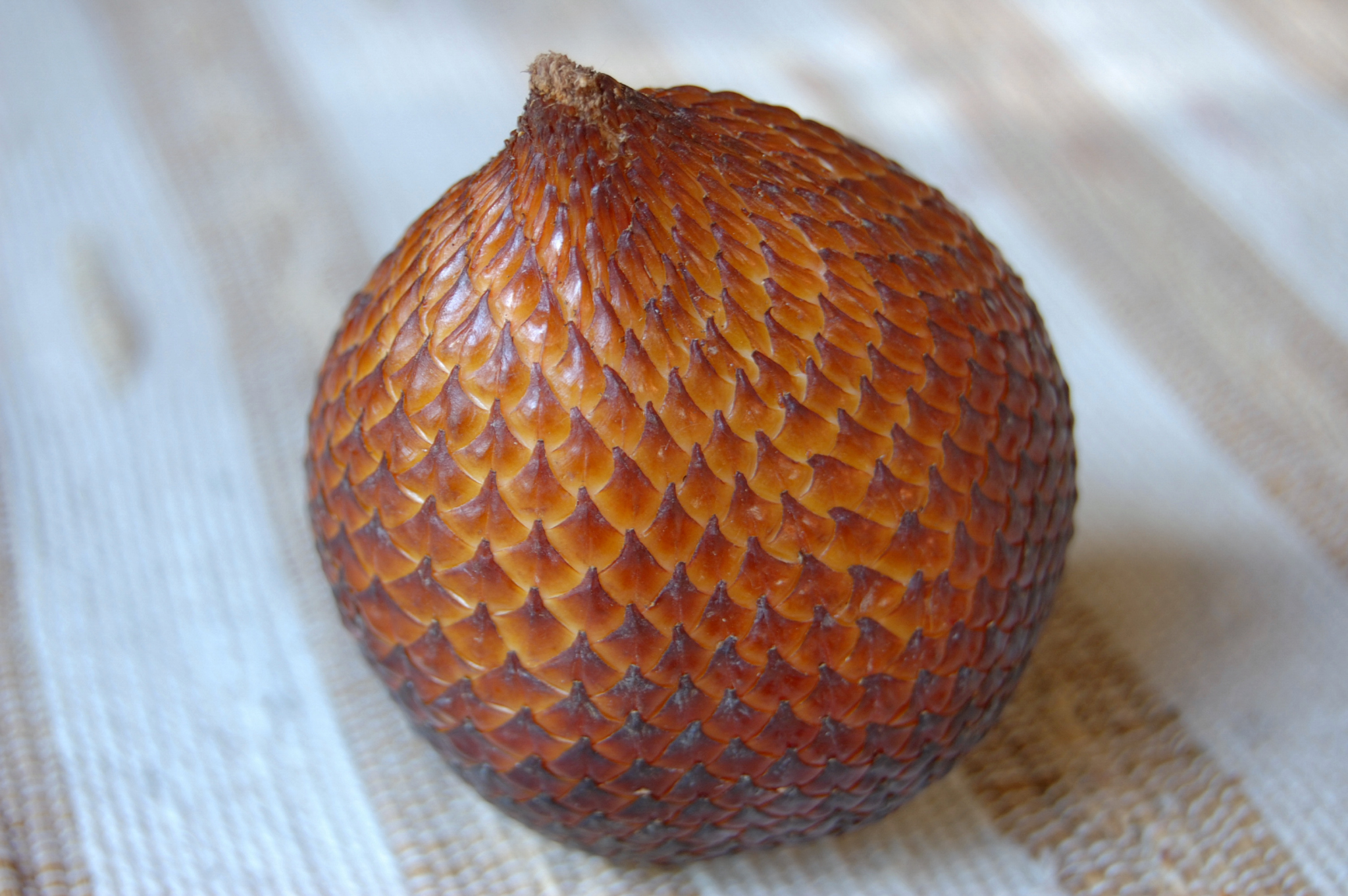
Šupinatý plod Salacca zalacca

### Speciální termíny u palem
U palem nalezneme několik zvláštních struktur se speciální, méně běžnou terminologií:
- akantofyl (acanthophyll) – osten vzniklý přeměnou postranního listového segmentu (lístku)
- cirrus – bičovité ostnité prodloužení středního žebra zpeřeného listu u šplhavých palem, sloužící jako úchyt
- dlanitozpeřený list – dlanitý list s krátkým středním žebrem, přechod mezi dlanitým a zpeřeným listem
- flagellum – bičovitý šplhavý orgán nesoucí zahnuté ostny a vzniklý přeměnou květenství
- hastula – výběžek na lícové straně dlanitých listů některých palem, vyrůstající v místě kde přirůstá čepel k řapíku
- induplikátní list – list jehož jednotlivé segmenty mají na řezu tvar písmene V
- kořenové ostny – ostny na kmeni vzniklé přeměnou krátkých kořenů
- listový segment – u dlanitých a dlanitozpeřených listů jednotlivá část členěného listu. Segment může být jednou skládaný (s jednou střední žilkou) nebo vícekrát skládaný a vícežilný
- triáda – skupinka květů v květenství, složená z jednoho samičího a dvou samčích květů
- ochrea (ocrea) – prodloužení listové pochvy nad místo kde přirůstá řapík
- reduplikátní list – list jehož jednotlivé segmenty mají na řezu tvar písmene Λ (obráceného V)[4]

## Podobné rostliny
Palmám se vzdáleně podobají cykasy, které jsou s nimi někdy zaměňovány. Listy podobné listům některých drobných palem mají zástupci čeledi navinulcovité (Cyclanthaceae) a Curculigo seychellensis z čeledi tvrzeňovité (Hypoxidaceae). Habitus palem mohou připomínat i australské trávové stromy, mezi něž patří zejména žlutokapy (Xanthorrhoea) z čeledi asfodelovité a kingie (Kingia) z čeledi Dasypogonaceae.

## Rozšíření
Čeleď arekovité zahrnuje asi 2780 druhů ve 189 rodech. Největší rody jsou rotan (Calamus, 370 druhů), baktris (Bactris, 200), Daemonorops (115), likuala (Licuala, 100) a chamedorea (Chamaedorea, 100 druhů).
Palmy tvoří významnou součást celé řady tropických a subtropických biotopů a vykazují četné ekologické adaptace na různé podmínky prostředí. Největší druhová pestrost je v západních oblastech Amazonie, na Nové Guineji a Sundských ostrovech (zejména na Borneu). Několik druhů zasahuje i do chladnějších subtropických oblastí. Nejdále na sever zasahuje v Evropě žumara nízká (až po 44° severní šířky), nejdále na jih zasahuje na Novém Zélandu Rhopalostylis sapida (po 48°18‘ jižní šířky).
V tropické Asii a Americe jsou palmy hojně rozšířené také v horských lesích. Nejvyšších nadmořských výšek, až přes 4000 metrů, dosahuje kolumbijský druh Ceroxylon utile. V Asii dosahují nejvyšších výšek druhy Pinanga capitata a Calamus gibbianus (okolo 3000 metrů na Kota Kinabalu na Borneu). V Afrických horách naproti tomu roste jediný druh, datlovník Phoenix reclinata. Mezi palmami jsou i 2 mangrovové druhy: nypa cukrodárná (Nypa fruticans) a Phoenix paludosa.
V Evropě jsou původní dva druhy palem. Žumara nízká (Chamaerops humilis) je přirozeně rozšířená ve Středomoří od Portugalska po Itálii. Na Krétě a v jižním Řecku roste datlovník Theofrastův (Phoenix theophrastii), který je též jedinou původní palmou Turecka. Několik dalších druhů palem roste v africké a arabské části Středomoří. V oblasti od Egypta po Jordánsko roste duma thébská (Hyphaene thebaica), v Egyptě navíc ještě Medemia argun. Některé cizokrajné druhy jsou ve Středomoří běžně pěstovány, např. washingtonie (Washingtonia), datlovník kanárský (Phoenix canariensis), Trachycarpus fortunei, Brahea armata a Syagrus romanzoffiana. datlovník kanárský je endemit Kanárských ostrovů.

## Rekordy a zajímavosti
Palmy mají v rámci rostlinné říše několik prvenství.
Nejdelší listy ze všech rostlin má palma Raphia regalis, pocházející z tropické západní Afriky. Listy exempláře nalezeného v Kongu měřily i s řapíkem 25,11 metru. Naopak některé druhy rodu Chamaedorea mají listy jen 15 cm dlouhé. Nejvyšší palmou světa a zároveň nejvyšší jednoděložnou rostlinou je andský druh Ceroxylon quindiuense. Obvykle dorůstá výšek do 45 metrů, byly však nalezeny i exempláře šedesátimetrové.
Největší semeno v rostlinné říši má seychelská palma lodoicea seychelská (Lodoicea maldivica). Semeno může být až 50 cm velké a 18 kg těžké. Plody některých druhů rodu geonoma (Geonoma) jsou naproti tomu jen 4,5 mm velké. Indický druh Corypha umbraculifera (talipot) má obrovská a nebývale bohatá květenství, obsahující milióny květů. Jedná se o laty vysoké až 6 metrů. Jsou to největší květenství v rostlinné říši. Rostlina kvete jen jednou za život a po vykvetení odumírá.
Nejdelší název mají patrně druhy Johannesteijsmannia perakensis a Johannesteijsmannia lanceolata.

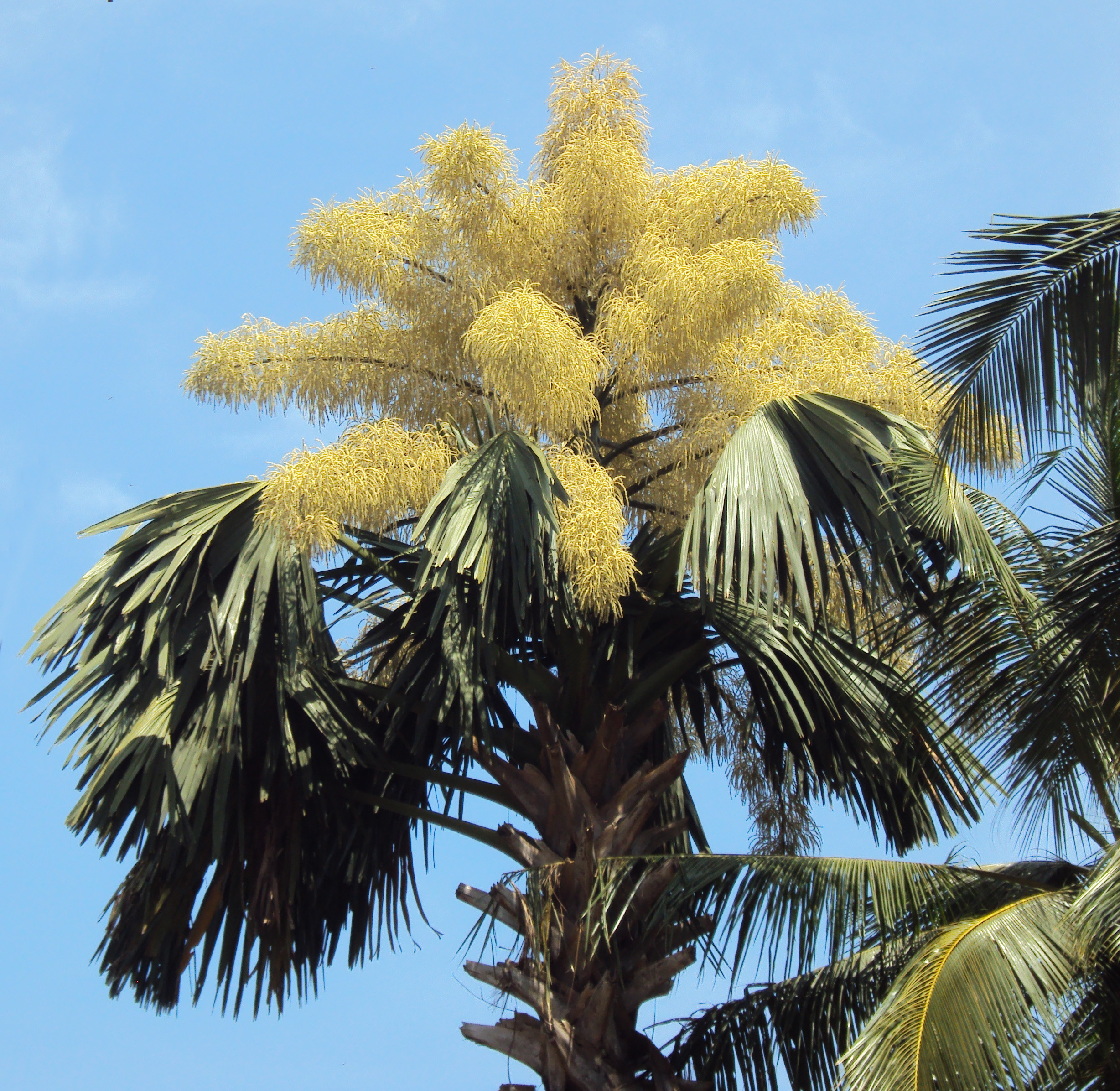
Květenství talipotu (Corypha umbraculifera)
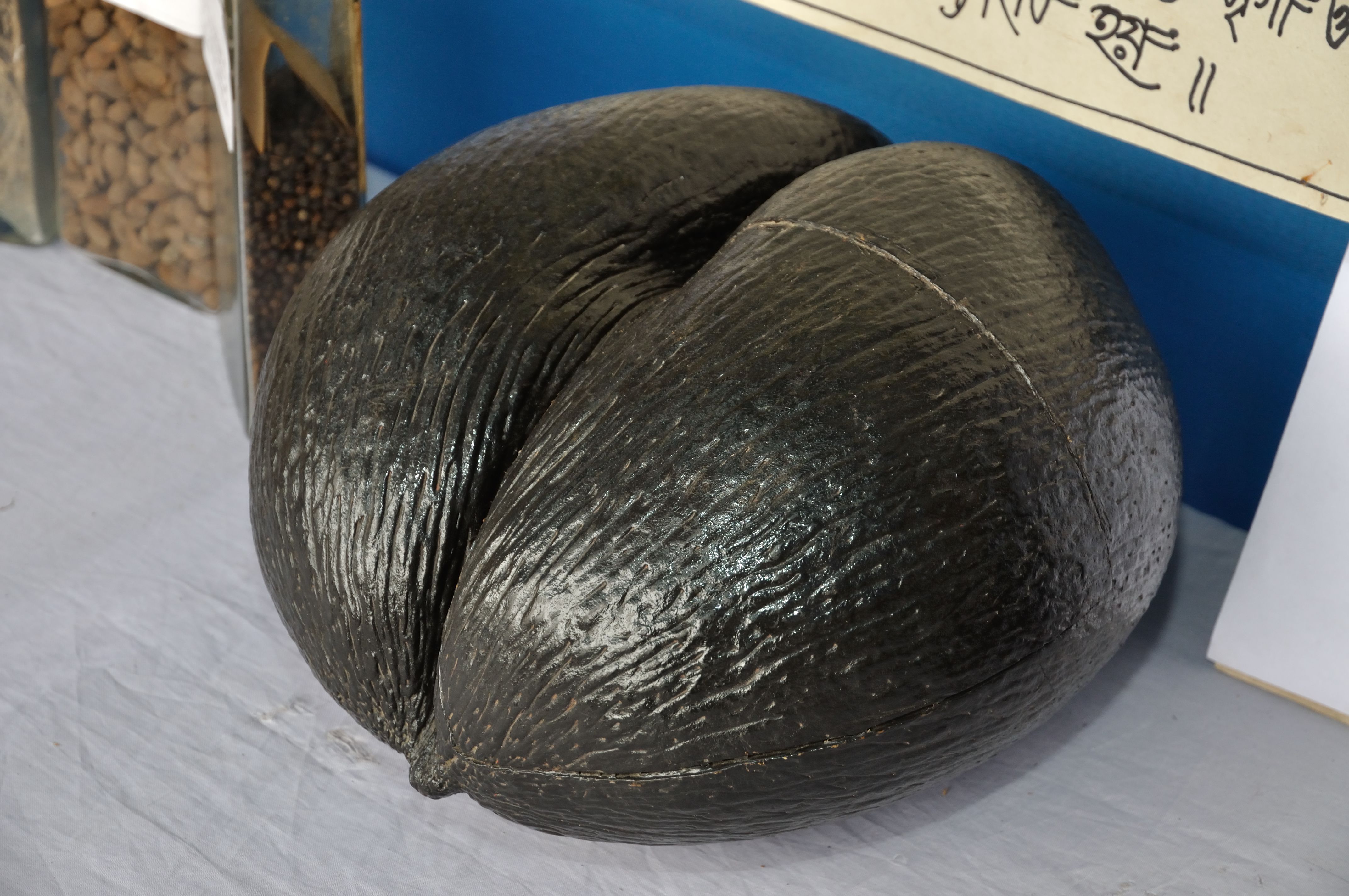
Semeno lodoicey seychelské
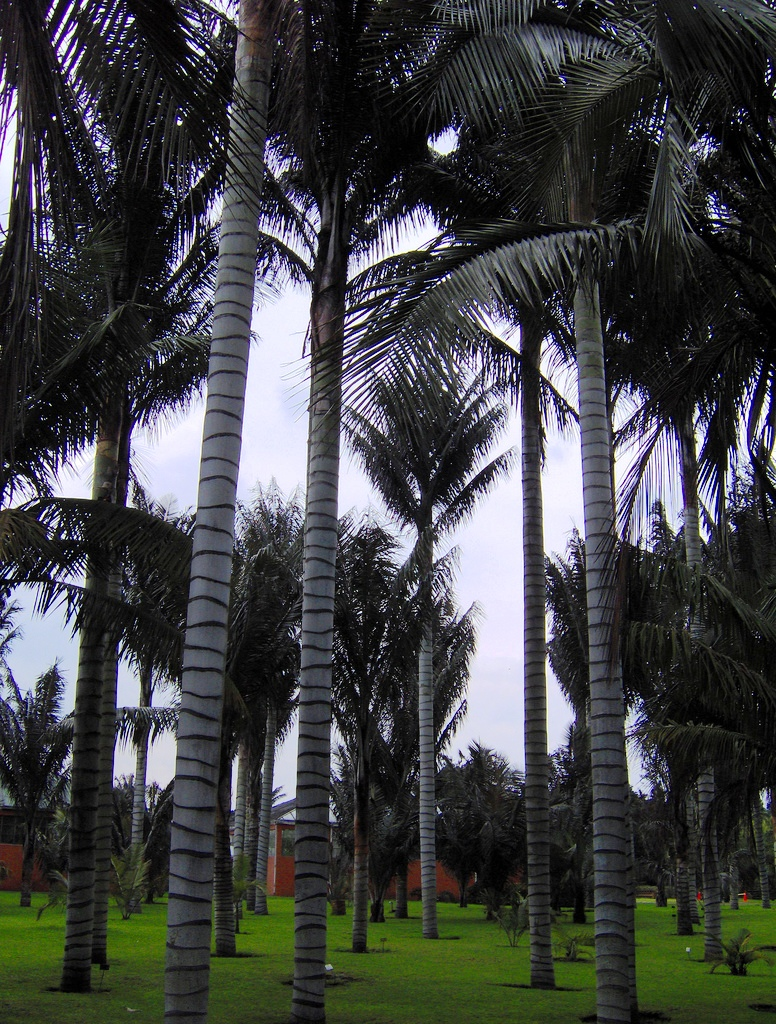
Ceroxylon quindiuense, nejvyšší palma světa

## Ekologické interakce
Květy palem jsou opylovány zejména hmyzem, v menší míře pak větrem. Mezi hmyzí opylovače patří zejména mouchy, včely, mravenci a poměrně často i brouci. Někteří zástupci mají specializované vazby, např. rod Iriartea je přizpůsoben opylování včelami, rod Socratea opylují brouci. Větrem jsou opylovány např. datlovníky a trinaxy.
Plody jsou nejčastěji šířeny zvířaty, mezi něž náležejí ptáci, savci, netopýři, plazi, hmyz i ryby. U některých druhů se plody šíří vodou. Patří mezi ně např. kokosovník ořechoplodý a nypa cukrodárná. Plody Ravenea musicalis dokonce klíčí pod vodou.

## Evoluce
Palmy jsou ve fosilním záznamu jednou z nejhojnějších skupin jednoděložných rostlin. Dochovaly se zejména listy, kmeny a pylová zrna. Mezi nejstarší fosílie náležejí listy a kmeny pocházející z období santonu (svrchní křída). Nejstarší pylová zrna připomínající pyl rodu Nypa pocházejí rovněž ze svrchní křídy a jsou nacházeny na několika různých kontinentech. Jedním z nejčastěji nalézaných fosilních rodů je †Palmoxylon.
K bouřlivému rozvoji palmovitých dřevin došlo v období staršího paleogénu (asi před 66 až 40 miliony let), a to díky absenci velkých býložravců s tělesnou hmotností přes 1000 kg. Po vyhynutí dinosaurů na konci křídového období se totiž první savčí megaherbivoři (obří býložravci) objevují ve větším počtu až v období oligocénu.

## Taxonomie
Čeleď Arecaceae tvoří jasně ohraničenou a monofyletickou skupinu. Sesterskou větví je podle výzkumů uveřejněných v roce 2016 nevelká australská čeleď Dasypogonaceae. Obě tyto skupiny stojí na bázi vývojové větve jednoděložných rostlin známí jako Commelinids. Aktuální taxonomie palem, postavená na základě molekulárních fylogenetických studií, byla publikována v letech 2005 až 2008 a byla završena publikací díla Genera palmarum: The Evolution and Classification of Palms (Dransfield et al. 2008). Oproti dřívější taxonomii, publikované např. v díle The families and genera of vascular plants (Kubitzki et al. 1998), došlo k několika rozsáhlejším změnám. Dřívější podčeleď Phytelephantoideae byla vřazena do podčeledi Ceroxyloideae, tribus Caryoteae byl přesunut z podčeledi Arecoideae do Coryphoideae a tribus Hyophorbeae byl přesunut z Ceroxyloideae do Arecoideae. Do rodu Calamus byla vřazena většina ostatních rodů subtribu Calaminae.

### Systém palem

#### podčeleďCoryphoideae
- tribus Caryoteae (Arenga, Caryota, Wallichia)
- tribus Corypheae (Corypha)
- tribus Cryosophileae (Coccothrinax, Chelyocarpus, Cryosophila, Hemithrinax, Itaya, Sabinaria, Schippia, Thrinax, Trithrinax, Zombia)
- tribus Livistoneae
  - subtribus Livistoninae (Johannesteijsmannia, Lanonia, Licuala, Livistona, Pholidocarpus, Saribus (vč. Pritchardiopsis))
  - subtribus Rhapidinae (Chamaerops, Guihaia, Maxburretia, Rhapidophyllum, Rhapis, Trachycarpus)
  - nezařazené Livistoneae (Acoelorrhaphe, Brahea, Colpothrinax, Copernicia, Pritchardia, Serenoa, Washingtonia)
- tribus Sabaleae (Sabal)
- tribus Phoeniceae (Phoenix)
- tribus Chuniophoeniceae (Chuniophoenix, Kerriodoxa, Nannorrhops, Tahina)
- tribus Borasseae
  - subtribus Lataniinae (Borassodendron, Borassus, Latania, Lodoicea)
  - subtribus Hyphaeninae (Bismarckia, Hyphaene, Medemia, Satranala)

#### podčeleďCalamoideae
- tribus Calameae
  - subtribus Metroxylinae (Metroxylon)
  - subtribus Korthalsiinae (Korthalsia)
  - subtribus Salaccinae (Eleiodoxa, Salacca)
  - subtribus Calaminae (Calamus (vč. Calospatha, Pogonotium, Ceratolobus, Retispatha), Daemonorops)
  - subtribus Plectocomiinae (Myrialepis, Plectocomiopsis, Plectocomia)
  - subtribus Pigafettinae (Pigafetta)
- tribus Eugeissoneae (Eugeissona)
- tribus Lepidocaryeae
  - subtribus Ancistrophyllinae (Eremospatha, Laccosperma, Oncocalamus)
  - subtribus Mauritiinae (Lepidocaryum, Mauritia, Mauritiella)
  - subtribus Raphiinae (Raphia)

#### podčeleďNypoideae
- tribus Nypeae (Nypa)

#### podčeleďCeroxyloideae
- tribus Cyclospatheae (Pseudophoenix)
- tribus Ceroxyleae (Ceroxylon, Juania, Oraniopsis, Ravenea)
- tribus Phytelepheae (Ammandra, Aphandra, Phytelephas)

#### podčeleďArecoideae
- tribus Iriarteeae (Dictiocaryum, Iriartella, Iriartea, Socratea, Wettinia)
- tribus Podococceae (Podococcus)
- tribus Euterpeae (Hyospathe, Euterpe, Prestoea, Neonicholsonia, Oenocarpus)
- tribus Geonomateae (Asterogyne, Calyptrogyne, Calyptronoma, Geonoma, Pholidostachys, Welfia)
- tribus Leopoldinieae (Leopoldinia)
- tribus Manicarieae (Manicaria)
  - tribus Oranieae (Orania)
  - tribus Pelagodoxeae (Pelagodoxa, Sommieria)
- tribus Roystoneae (Roystonea)
- tribus Reinhardtieae (Reinhardtia)
- tribus Sclerospermeae (Sclerosperma)
- tribus Areceae
  - subtribus Dypsidinae (Dypsis, Lemurophoenix, Masoala, Marojejya)
  - subtribus Rhopalostylidinae (Hedyscepe, Rhopalostylis)
  - subtribus Archontophoenicinae (Actinorhytis, Archontophoenix, Chambeyronia, Kentiopsis, Actinokentia)
  - subtribus Linospadicinae (Calyptrocalyx, Linospadix, Laccospadix, Howea)
  - subtribus Ptychospermatinae (Adonidia, Drymophloeus, Carpentaria, Jailoloa, Manjekia, Ponapea, Solfia, Veitchia, Balaka, Normanbya, Wallaceodoxa, Wodyetia, Ptychosperma, Ptychococcus, Brassiophoenix)
  - subtribus Arecinae (Nenga, Pinanga, Areca)
  - subtribus Basseliniinae (Basselinia (vč. Alloschmidia), Burretiokentia, Cyphosperma, Cyphophoenix (vč. Campecarpus a Veillonia), Lepidorrhachis, Physokentia)
  - subtribus Carpoxylinae (Carpoxylon, Satakentia, Neoveitchia)
  - subtribus Clinospermatinae (Clinosperma (vč. Brongniartikentia a Lavoixia), Cyphokentia (vč. Moratia))
  - subtribus Oncospermatinae (Deckenia, Acanthophoenix, Oncosperma, Tectiphiala)
  - subtribus Verschaffeltiinae (Verschaffeltia, Roscheria, Phoenicophorium, Nephrosperma)
  - nezařazené Areceae (Bentinckia, Clinostigma, Cyrtostachys, Dictiosperma, Dransfieldia, Heterospathe (vč. Alsmithia), Hydriastele (vč. Gulubia, Gronophyllum a Siphokentia), Iguanura, Loxococcus, Rhopaloblaste)
- tribus Chamaedoreeae (Chamaedorea, Gaussia, Hyophorbe, Synechanthus, Wendlandiella)
- tribus Cocoseae
  - subtribus Attaleinae (Allagoptera (vč. Polyandrococos), Attalea, Beccariophoenix, Butia, Cocos, Jubaea, Jubaeopsis, Lytocaryum, Parajubaea, Syagrus, Voanioala)
  - subtribus Elaeidinae (Barcella, Elaeis)
  - subtribus Bactridinae (Acrocomia (vč. Gastrococos), Aiphanes, Astrocaryum, Bactris, Desmoncus).[13][14]

## Obsahové látky
Mezi charakteristické a hojně zastoupené obsahové látky náležejí polyfenoly, jako jsou např. glykosylové flavony, tricin, katechiny, proanthocyanidiny a třísloviny. Občas jsou přítomny steroidní saponiny. Alkaloidy se objevují výjimečně (např. arekolin v arekové palmě, Areca catechu). V rafidech či specializovaných ztlustlých buňkách se hromadí oxid křemičitý nebo šťavelan vápenatý.

## Zástupci
- akrokomie (Acrocomia)
- areka (Areca)
- arekovec (Syagrus)
- bakaba (Oenocarpus)
- baktris (Bactris)
- barigona (Colpothrinax)
- baselinie (Basselinia)
- brahea (Brahea)
- bucie (Butia)
- cyrtostachys (Cyrtostachys)
- čertovec (Daemonorops)
- datlovník (Phoenix)
- diktyosperma (Dictyosperma)
- drymoflea (Drymophloeus)
- duma (Hyphaene)
- euterpe (Euterpe)
- geonoma (Geonoma)
- gomut (Arenga)
- houžeň (Desmoncus)
- hvězdora (Astrocaryum)
- hyoforbe (Hyophorbe)
- chamedorea (Chamaedorea)
- jubea (Jubaea)
- kelubi (Eleiodoxa)
- kencie (Howea)
- kokosovec (Lytocaryum)
- kokosovník (Cocos)
- kopernicie (Copernicia)
- leopoldinie (Leopoldinia)
- likuala (Licuala)
- livistona (Livistona)
- lodoicea (Lodoicea)
- lontar (Borassus)
- manikara (Manicaria)
- mauricie (Mauritia)
- nypa (Nypa)
- olejnice (Elaeis)
- padatlovník (Archontophoenix)
- palicha (Caryota)
- pinanga (Pinanga)
- podzev (Attalea)
- pritchardie (Pritchardia)
- rafie (Raphia)
- rapis (Rhapis)
- ropalostylis (Rhopalostylis)
- rotan (Calamus)
- roystonea (Roystonea)
- rozkročeň (Iriartea)
- ságovník (Metroxylon)
- salaka (Salacca)
- serenoa (Serenoa)
- slonovník (Phytelephas)
- sokratea (Socratea)
- synechant (Synechanthus)
- talipot (Corypha)
- trachykarpus (Trachycarpus)
- trinax (Thrinax)
- voskoň (Ceroxylon)
- washingtonie (Washingtonia)
- zombie (Zombia)
- žumara (Chamaerops)[15][16]

## Seznam rodů
Acanthophoenix, Acoelorrhaphe, Acrocomia, Actinokentia, Actinorhytis, Aiphanes, Allagoptera, Alloschmidia, Alsmithia, Ammandra, Antongilia, Aphandra, Archontophoenix, Areca, Arenga, Asterogyne, Astrocaryum, Attalea, Bactris, Balaka, Barcella, Basselinia, Beccariophoenix, Bentinckia, Bismarckia, Borassodendron, Borassus, Brahea, Brassiophoenix, Brongniartikentia, Burretiokentia, Butia, Calamus, Calospatha, Calyptrocalyx, Calyptrogyne, Calyptronoma, Campecarpus, Carpentaria, Carpoxylon, Caryota, Catoblastus, Ceratolobus, Ceroxylon, Chamaedorea, Chamaerops, Chambeyronia, Chelyocarpus, Chrysalidocarpus, Chuniophoenix, Clinosperma, Clinostigma, Coccothrinax, Cocos, Colpothrinax, Copernicia, Corypha, Cryosophila, Cyphokentia, Cyphophoenix, Cyphosperma, Cyrtostachys, Daemonorops, Deckenia, Desmoncus, Dictyocaryum, Dictyosperma, Drymophloeus, Dypsis, Elaeis, Eleiodoxa, Eremospatha, Eugeissona, Euterpe, Gastrococos, Gaussia, Geonoma, Goniocladus, Gronophyllum, Guihaia, Gulubia, Halmoorea, Hedyscepe, Heterospathe, Howea, Hydriastele, Hyophorbe, Hyospathe, Hyphaene, Iguanura, Iriartea, Iriartella, Itaya, Jessenia, Johannesteijsmannia, Juania, Jubaea, Jubaeopsis, Kentiopsis, Kerriodoxa, Korthalsia, Laccospadix, Laccosperma, Latania, Lavoixia, Lemurophoenix, Leopoldinia, Lepidocaryum, Lepidorrhachis, Licuala, Linospadix, Livistona, Lodoicea, Louvelia, Loxococcus, Lytocaryum, Mackeea, Manicaria, Marojejya, Masoala, Mauritia, Mauritiella, Maxburretia, Maximiliana, Medemia, Metroxylon, Moratia, Myrialepis, Nannorrhops, Nenga, Neodypsis, Neonicholsonia, Neophloga, Neoveitchia, Nephrosperma, Normanbya, Nypa, Oenocarpus, Oncocalamus, Oncosperma, Orania, Oraniopsis, Orbigyna, Palandra, Parajubaea, Pelagodoxa, Phloga, Phoenicophorium, Phoenix, Pholidocarpus, Pholidostachys, Physokentia, Phytelephas, Pigafetta, Pinanga, Plectocomia, Plectocomiopsis, Podococcus, Pogonotium, Polyandrococos, Prestoea, Pritchardia, Pritchardiopsis, Pseudophoenix, Ptychococcus, Ptychosperma, Raphia, Ravenea, Reinhardtia, Retispatha, Rhapidophyllum, Rhapis, Rhopaloblaste, Rhopalostylis, Roscheria, Roystonea, Sabal, Salacca, Satakentia, Scheelea, Schippia, Sclerosperma, Serenoa, Siphokentia, Socratea, Sommieria, Syagrus, Synechanthus, Tahina, Tectiphiala, Thrinax, Trachycarpus, Trithrinax, Veillonia, Veitchia, Verschaffeltia, Voanioala, Vonitra, Wallichia, Washingtonia, Welfia, Wendlandiella, Wettenia, Wodyetia, Ynesa, Zombia.

## Význam
Palmy jsou po lipnicovitých a bobovitých hospodářsky nejvýznamnější čeledí rostlin.
Některé palmy jsou důležité užitkové rostliny:
- datlovník pravý (Phoenix dactylifera)
- kokosovník ořechoplodý (Cocos nucifera)
- palma areková (Areca catechu)
- palma olejná (Elaeis guineensis)
- rotan rákosovitý (Calamus rotang)
- lontar vějířovitý, palma cukrová (Borassus flabellifer)